# 西土城路
39°58′18″N 116°20′49″E / 39.97166°N 116.34697°E
西土城路是一条位于北京市海淀区的道路。

## 简介
该路为南北走向。南起与学院南路相交的明光桥，与西直门北大街相连，北至学知桥，与学院路相连。全长2480米。始建于1952年，该路上下行分离，分别位于元大都土城两侧。